# Triță Făniță
Triță Făniță (n. 19 februarie 1929 – d. 1 mai 2012) a fost un senator român ales în legislatura 1996–2000 în județul Olt pe listele Partidului Democrat (PD) și în legislatura 2000–2004 în județul Buzău pe listele Partidului Social Democrat (PSD). În legislatura 2000-2004, Triță Făniță a fost membru în grupurile parlamentare de prietenie cu Albania și Republica Turcia. De asemenea, Triță Făniță a fost membru în comisia pentru agricultură, silvicultură și dezvoltare rurală. În legislatura 2000-2004, Triță Făniță a inițiat 3 propuneri legislative, din care 2 au fost promulgate legi. În legislatura 2000-2004, Triță Făniță a înregistrat 77 de luări de cuvânt în 66 de ședințe parlamentare.  

## Distincții
- Ordinul Muncii clasa a III-a (30 decembrie 1957) „cu ocazia celei de a zecea aniversări a proclamării Republicii Populare Romîne și pentru merite deosebite în îndeplinirea sarcinilor date de Partidul Muncitoresc Romîn, pentru merite deosebite pe tărîmul construcției de stat, economice, sociale, culturale și obștești”[1]
- Ordinul Muncii clasa a II-a (12 august 1959) „pentru merite deosebite în opera de construire a socialismului”[2]
- Ordinul Muncii clasa a II-a (16 decembrie 1961) „pentru merite deosebite în construirea socialismului la sate și sporirea producției agricole”[3]